# 315 p.n.e.
| [ Edytuj tabelę ] |                                                                                  |
| Władca Chin       | - 321 p.n.e. Shenjingwang 315 p.n.e. - 315 p.n.e. Nanwang 256 p.n.e.             |
| Władca Egiptu     | - 323 p.n.e. Aleksander IV 309 p.n.e. - 323 p.n.e. Ptolemeusz I Soter 282 p.n.e. |
| Król Epiru        | - 330 p.n.e. Neoptolemos II 313 p.n.e.                                           |
| Tyran Heraklei    | - 337 p.n.e. Dionizjusz Dobry 305 p.n.e.                                         |
| Król Ilirii       | - 335 p.n.e. Bardylis II 295 p.n.e.                                              |
| Król Magadhy      | - 321 p.n.e. Ćandragupta Maurja 300 p.n.e.                                       |
| Król Macedonii    | - 323 p.n.e. Aleksander IV 309 p.n.e.                                            |
| Król Sparty       | - 370 p.n.e. Kleomenes II 309 p.n.e. - 331 p.n.e. Eudamidas I 305 p.n.e.         |
| Król Sydonu       | - 332 p.n.e. Abdalonymos 312 p.n.e.                                              |
| Król Syngalezów   | - 367 p.n.e. Mutasiva 307 p.n.e.                                                 |
| Tyran Syrakuz     | - 317 p.n.e. Agatokles 289 p.n.e.                                                |
| Król Tracji       | - 330 p.n.e. Seutes III 300 p.n.e.                                               |

Rok 315 p.n.e.
stulecia: V wiek p.n.e. ~
IV wiek p.n.e. ~
III wiek p.n.e.

lata: 325 p.n.e. «
319 p.n.e. «
318 p.n.e. «
317 p.n.e. «
316 p.n.e. «
315 p.n.e. »
314 p.n.e. »
313 p.n.e. »
312 p.n.e. »
311 p.n.e. »
305 p.n.e.

## Wydarzenia
- Wybuchła trzecia wojna diadochów, w której przeciwko Antygonowi wystąpili Seleukos, Ptolemeusz, Kassander i Lizymach.
- Założono Saloniki (data sporna lub przybliżona).
- Pojawiła się kometa Halleya.
- Rzymianie zdobyli samnicki gród Satikula, ale gdy na stronę Samnitów przeszła Kapua Rzymianie musieli wycofać swe wojska z Apulii.
- Agatokles zbrojnie przejął kontrolę nad Mesyną.

## Urodzili się
- Aratos z Soloj – hellenistyczny poeta i lekarz grecki (data sporna lub przybliżona)

## Zmarli
- Shenjingwang, król Shenjing z dynastii Zhou